# ベリアル
ベリアル(Belial、Beliar、Berial)は、悪魔、堕天使の一人。その名は「無価値なもの」を意味するとされている。

## ユダヤ教におけるベリアル
トーラー中に、ベリアルという単語は複数の箇所において「邪悪な者」もしくは「無価値なもの」を指す用途で現れる。以下のようなものを指して用いられている。 
- 偶像崇拝者（『申命記』13:13）
- ギベアの男達（『士師記』19:22, 20:13）
- エリの息子達（『サムエル記上』2:12）、ナバル（『サムエル記上』25:17）、シメイ（『サムエル記下』20:1）[3]

### 死海文書
死海文書の一つである『光の子達と闇の子達の戦い』（1QM）において、ベリアルは闇の子達の指導者である。
だが、破壊のために神は敵意の天使ベリアルを創りたもうた。彼の支配地は闇の中にあり、彼の目的は邪悪と罪を振りまくことである。彼に関わる精霊たちは薬の一種である Sweed の天使たちに他ならない。

## キリスト教におけるベリアル

### 新約聖書
新約聖書においてベリアルの名は、『コリントの信徒への手紙二』に登場する。
「キリストとベリアルの間に何の調和があるか？」—コリントの信徒への手紙二 6章15節
上記の記述を元に、ベリアルをサタンの別名の一つとする考えもある。

### バルトロマイの福音書
新約聖書正典では『コリントの信徒への手紙二』のみ言及されているベリアルだが、外典では『バルトロマイの福音書』（または『バルトロマイの質問』）において大きく取り扱われている。同書によると、ベリアルはバルトロマイに向かって、かつては神の使者という意味であるサタナエルと呼ばれていたが、神の似像を拒否した後は地獄（タルタロス）を管理する天使を意味するサタナスと呼ばれるようになったこと、自らが神によって造られた第一の天使であり、ミカエル、ガブリエル、ウリエル、ラファエル、ナタナエルらがベリアルに続いて造られたことを語ったという。

### イエスへの訴訟

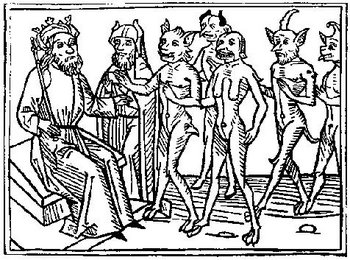
ヤコブス・デ・テラモ著『ベリアルの書』（1473年版）の挿絵におけるベリアルと配下の姿。画面左よりソロモン王、モーゼ、ベリアルが描かれている。

法律に精通していたベリアルは自身の巧みな弁舌を武器にイエスを訴えたという。
神と悪魔の裁判というテーマは、神及びキリストの権威の正当性という神学的問題を訴訟の形を取って解決し、もってキリスト教会の権威と正当性を確立しようとしたもので、中世において広く行われた。そのテーマに沿って記された文書のうち最も著名なものが、ヤコブス・デ・テラモによって1382年に記された「この不愉快なるベリアルの書」、通称「ベリアルの書」である。

#### 「ベリアルの書」による訴訟の顛末
ベリアルは地獄の利益の公認代表者として、神に「イエスという個人が地獄の権利に干渉し地獄、地上及びそこに住む者の支配権を強奪した」と訴えた。
イエスはモーゼを弁護人とし、訴訟は裁判官であるソロモン王が裁決する事となった。ベリアルは裁判を有利に運ぶため、ソロモン王の機嫌を取り結ぼうとするが、判決はイエスに有利となり、ベリアルは控訴した。
控訴審において、もう一人の裁判官であるエジプト王の代理ヨセフがオクタヴィアヌス帝、アリストテレス、エレミア、イザヤから成る委員会と共に問題を討議した。
その結果、最終的にイエスは無罪となるが、サタンには最後の審判の後、地獄に堕とされる不善な者全てに権威を振るってよいことが確認された。

## 悪魔学におけるベリアル

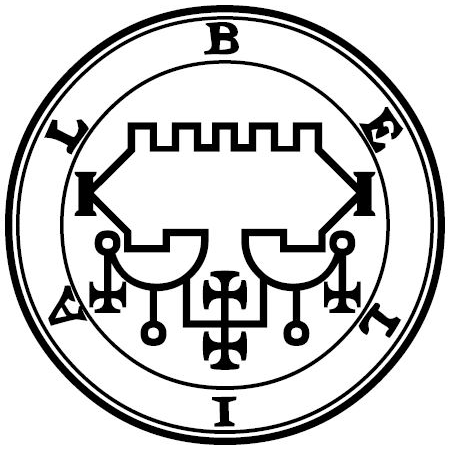
『ゴエティア』に記されたベリアルのシジル

聖書にも登場している高名な悪魔であるベリアルは、悪魔学においても重要視され、多くのグリモワールにおいて名を挙げられている。
『ゴエティア』によると、序列68番の強大にして強力な王であり、80軍団を率いている。ルシファーに次いで創造された天使であり、天上にあってはミカエルよりも尊き位階にあったと自ら語るという。また、ベレト、アスモダイ、ガープと並んで72人の悪魔達を率いていたとされる。燃え上がる戦車に乗り、美しい天使の姿で現れる。地位や敵味方からの助力をもたらし、また、優れた使い魔を与えてくれるとされる。しかし、ベリアルは召喚者が生贄を捧げないと要求に対して真実を答えようとしないという。
ハインリヒ・コルネリウス・アグリッパの『隠秘哲学』によれば、悪魔の位階において「不正の器」と呼ばれる第3位階の君主であるとされる。
『術士アブラメリンの聖なる魔術の書』ではルシファー、レヴィアタン、サタンと並んで4人の上位君主 として名を挙げられている。
コラン・ド・プランシーが『地獄の辞典』で地獄の宮廷を紹介するところによれば、ベリアルはトルコ大使であるという。

## 文学作品におけるベリアル
ベリアルの名は文学作品においても採り上げられることがある。
イギリスの詩人ジョン・ミルトンの『失楽園』においては、「天から堕ちた天使のうち、彼ほど淫らで、また悪徳のために悪徳を愛する不埒な者も、他にはいなかった」と歌われる。また、「天から失われた者で、彼以上に端麗な天使はいなかった。生まれつき威厳に満ち、高邁」とその美しさをたたえられているが、同時に「それはすべて偽りの虚飾に過ぎなかった」と否定されている。
また、ヴィクトル・ユーゴーの『海に働く人びと』においては、プランシーの『地獄の辞典』と同様にベリアルは地獄からトルコに派遣された大使として名前が挙げられている。